# Všechov
Všechov (německy Wschekow) je malá vesnice, část města Tábor ve stejnojmenném okrese v Jihočeském kraji. Nachází se západně od Tábora, podél silnice číslo 19 (směr Písek, Rožmitál pod Třemšínem), 2,8 kilometru od mimoúrovňové křižovatky silnic č.19 a 603 na severním okraji Tábora. Všechov těsně sousedí s místní částí Zahrádka.
500 metrů severně od Všechova je často využívané letiště (dříve vojenské) pro sportovní létání a různé akce (např. Mistrovství ČR leteckých modelářů 2006; moto a auto srazy).

## Historie
První písemná zmínka o vesnici pochází z roku 1433. Vesnice patřila rodu Rožmberků, v roce 1437 byla postoupena dědičně městu Tábor. Zdá se ovšem, že Rožmberkové zde měli i nadále značný vliv, neboť v roce 1488 se píše, že Vok II. z Rožmberka „…zastavil na vsi platy Elišce z Poříčí, neznámo však jakým právem.“ Z nejstarších usedlých selských rodů se připomínají rodina Fluskova (1712), Vojtova a Samcova (1744), které zde doposud žijí.
Ottův slovník naučný (z roku 1908) uvádí: „Všechov – ves v Čechách, hejtm., farnost a pošta Tábor. V r. 1900 - 13 stavení, 86 obyvatel“.

## Obyvatelstvo
| Rok            | 1869 | 1880 | 1890 | 1900 | 1910 | 1921 | 1930 | 1950 | 1961 | 1970 | 1980 | 1991 | 2001 | 2011 | 2021 |
| -------------- | ---- | ---- | ---- | ---- | ---- | ---- | ---- | ---- | ---- | ---- | ---- | ---- | ---- | ---- | ---- |
| Počet obyvatel | 99   | 102  | 87   | 86   | 80   | 70   | 71   | 46   | 39   | 25   | 18   | 22   | 29   | 28   | 37   |
| Počet domů     | 12   | 13   | 13   | 13   | 12   | 12   | 12   | 12   | 12   | 9    | 7    | 10   | 11   | 12   | 13   |

## Obecní správa
Při sčítání lidu v letech 1850–1920 Všechov byl osadou obce Klokoty v okrese Tábor. V letech 1921–1960 byl osadou obce Zahrádka v okrese Tábor. V letech 1961–1971 byl znovu částí obce Klokoty v okrese Tábor. Od 26. listopadu 1971 je částí města Tábor ve stejnojmenném okrese, kdy se konaly městské volby.

## Pamětihodnosti
- Zvonička

## Galerie

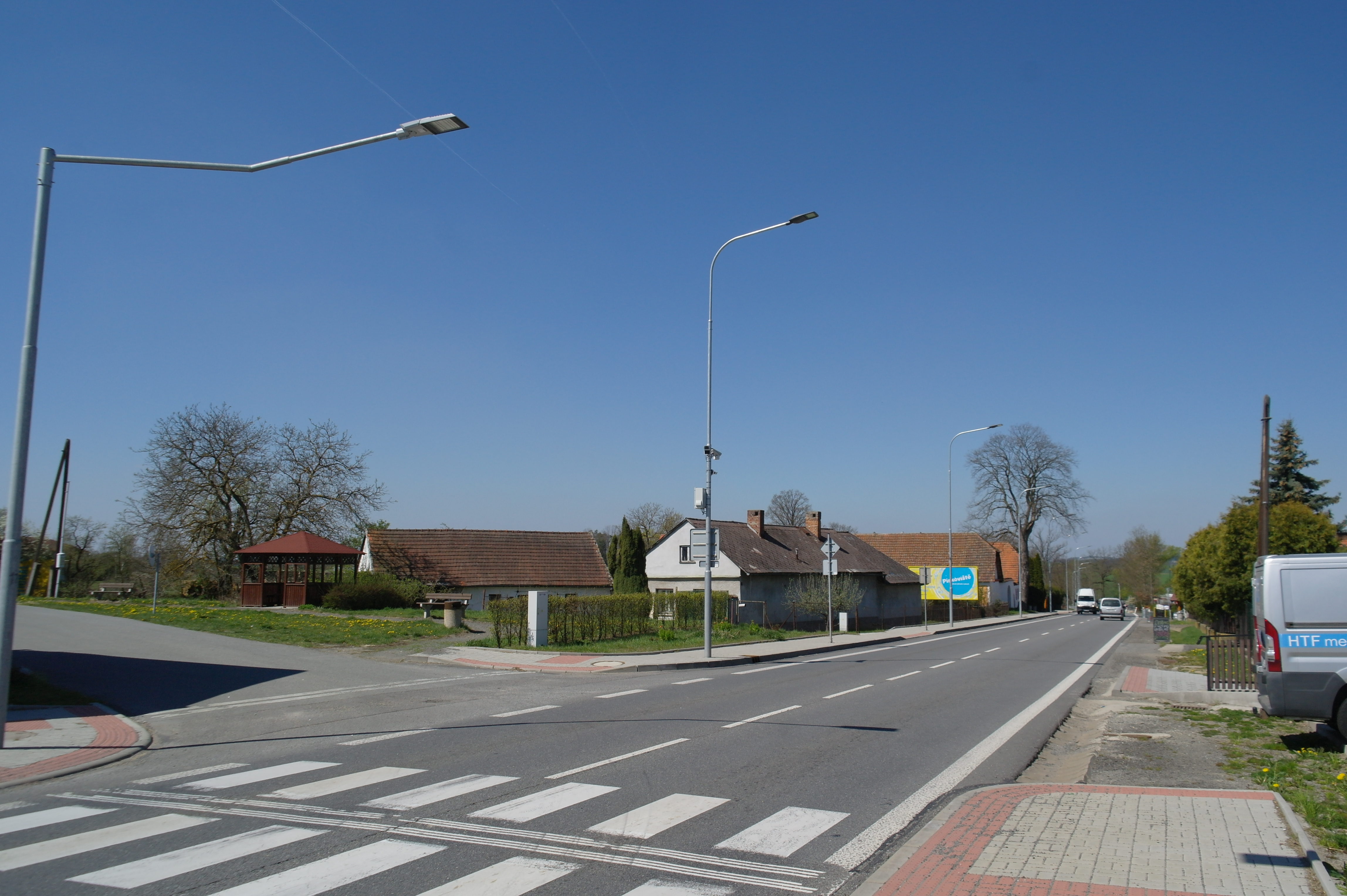
Hlavní silnice
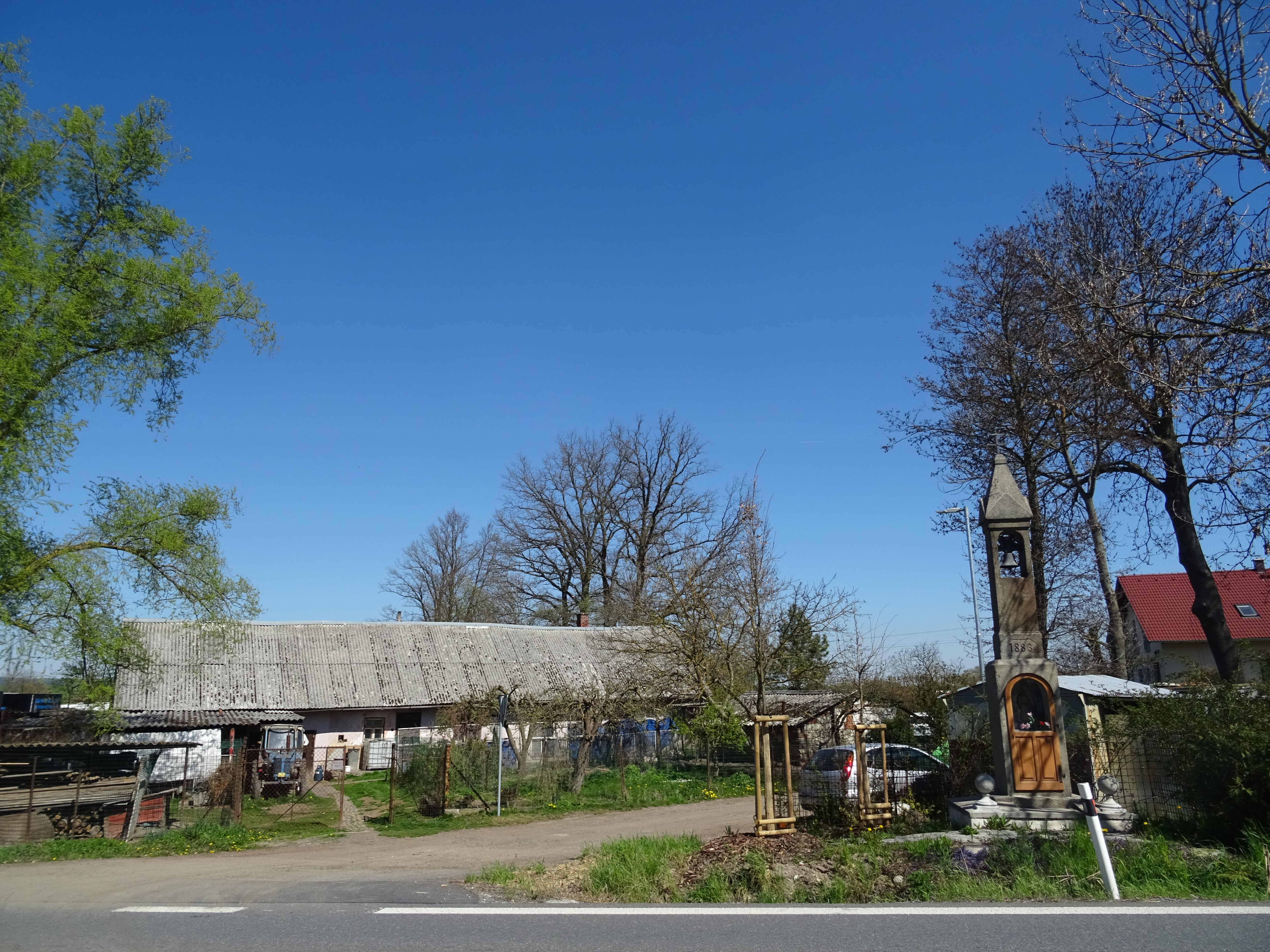
Kamenná zvonička
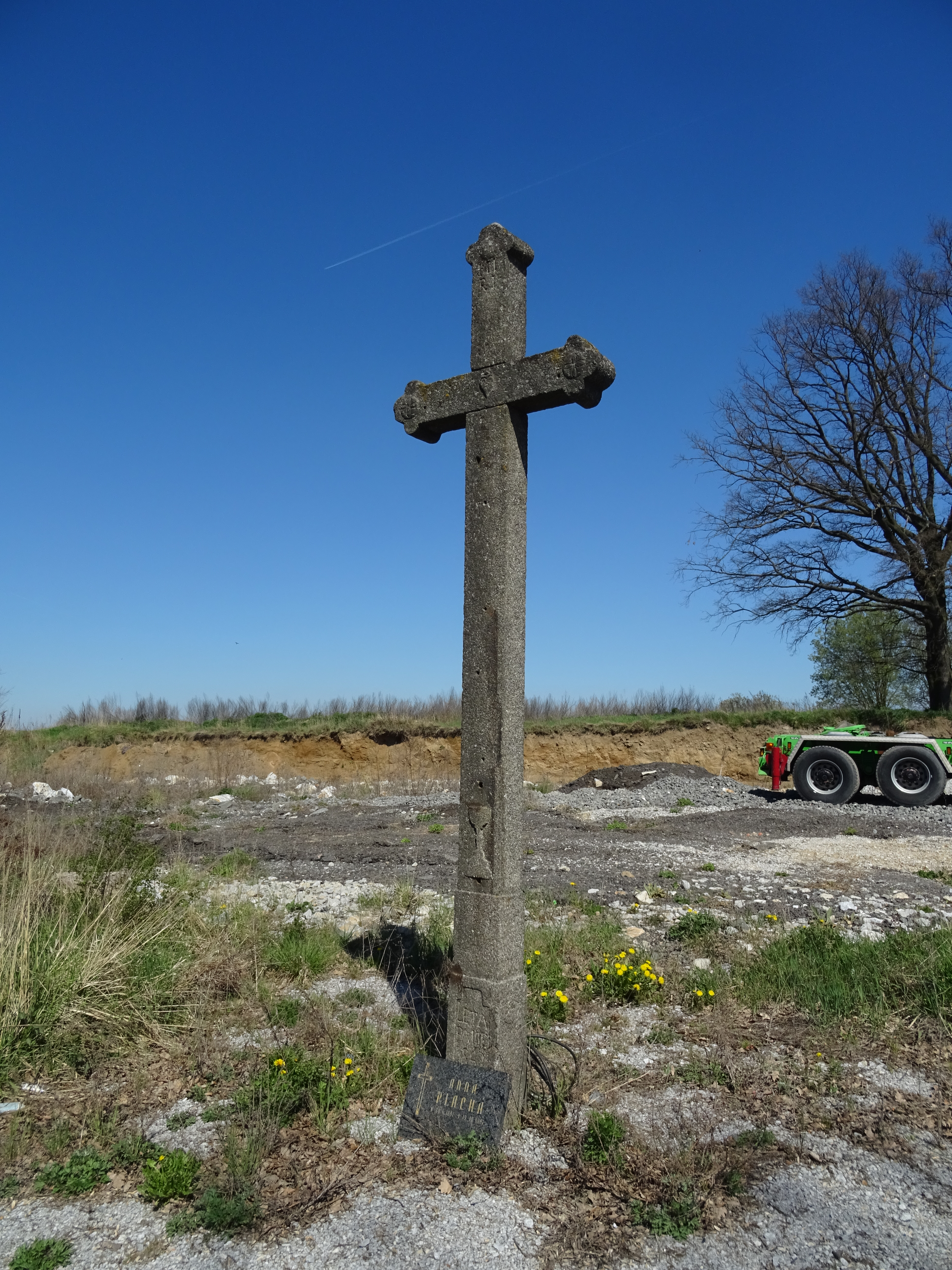
Kamenný kříž